# Эйгель, Джеф
Йозеф Фидела (Джеф) Эйгель (нидерл. Jozef Fidela "Jef" Eygel; 5 марта 1933, Антверпен, Бельгия — 3 апреля 2005, там же) — бельгийский баскетболист и баскетбольный тренер, разыгрывающий защитник. Рекордсмен сборной Бельгии по количеству проведённых матчей (133).

## Карьера
Начал заниматься баскетболом на улицах Антверпена, был тихим и скромным рабочим парнем. На летних Олимпийских играх 1952 года 19-летний Джеф провёл все 3 игры (со Швейцарией и дважды с Кубой) и набрал 17 очков. Выступал за сборную с 1951 по 1967 год, принимал участие в шести чемпионатах Европы, квалификационных турнирах к Олимпиадам в Риме и Токио, куда бельгийцы не смогли пробиться. В 1964 году провёл 2 матча за сборную Европы.
Семикратный чемпион Бельгии (1956, 1959, 1960, 1961, 1962, 1963, 1964), обладатель кубка Бельгии (1961, 1964). Четырежды признавался лучшим баскетболистом Бельгии (1959, 1961, 1963, 1964), в 1954 году награждён Золотой медалью за спортивные заслуги.
Играл за «Антверпсе» (1950—1968) и «Расинг Мехелен» (1969—1971), а в возрасте 42 лет стал играющим тренером клуба «Контих».
После пяти лет болезни умер от лейкемии в ночь с 3 на 4 апреля 2005 года в возрасте 72 лет, был кремирован и похоронен на кладбище Схонселхоф в Антверпен.